# Вагабунда маскова
Вагабунда маскова (Dendrocitta frontalis) — вид горобцеподібних птахів родини воронових (Corvidae). Мешкає в Азії.

## Опис

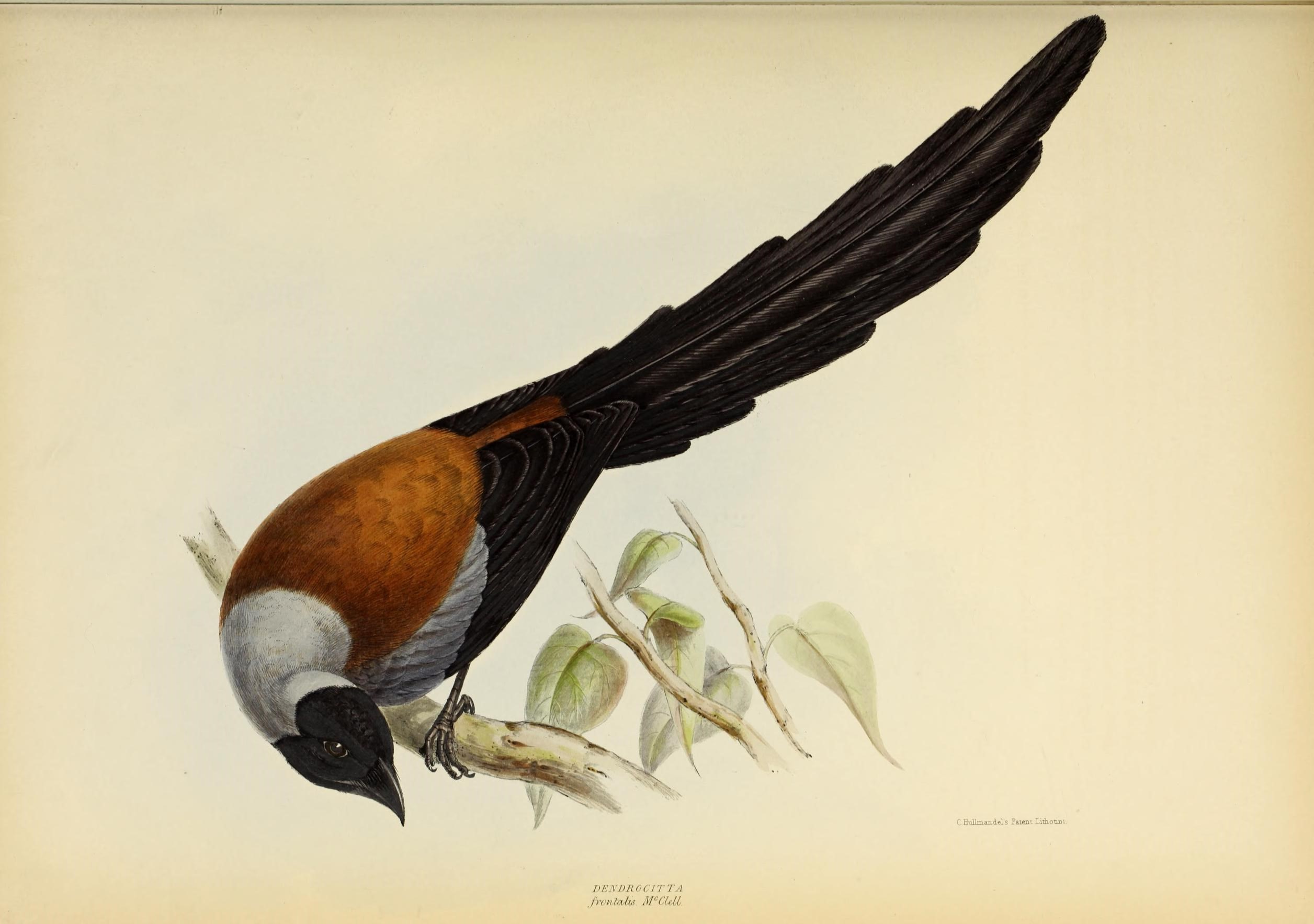
Маскова вагабунда

Довжина птаха становить 38 см, вага 100 г. Голова, горло і верхня частина грудей чорні, також чорними є махові пера на хвості і крилах. Тім'я, задня частина шиї і плечі білі, верхня частина спини і нижня частина грудей світло-сірі або білі. Крила, спина і гузка світло-коричневі. Дзьоб і лапи чорні, очі темно-карі.

## Поширення і екологія
Ареал маскової вагабунди простягається смугою від південно-східних схилів Гімалаїв і долини Брахмапутри через південно-східний Бутан до заходу китайської провінції Юньнань і через схід Ассаму, Аруначал-Прадеш і південно-східний Тибет до центрально-північної М'янми. Окрема популяція маскових вагабунд мешкає на півночі В'єтнаму.
Маскові вагабунди живуть в рівнинних і гірських субтропічних лісах, а також в бабмбукових лісах.

## Раціон
Це всеїдні птахи, які харчуються здебільшого безхребетними і їх личинками, а також фруктами, ягодами, насінням і зерном. Маскові вагабунди ведуть денний спосіб життя, здобич часто ловлять в польоті.

## Розмноження
Маскові вагабунди є моногамними птахами. Сезон розмноження триває з квітня по липень. Гніздо чашоподібне, будується парою птахів і розміщується на узліссі, серед бамбукових запростей. В кладці 3-5 яєць, інкубаційний період триває 20 днів. Пташенята стають самостійними через півтора місяця після вилуплення.